# Перуново
Перуново — железнодорожная станция (тип населённого пункта) в Тальменском районе Алтайского края. Входит в состав Новоперуновского сельсовета.

## История
Основана в 1914 г. В 1928 году казарма 152 км состояла из 5 хозяйств, основное население — русские. В административном отношении входила в состав Новоперуновского сельсовета Тальменского района Барнаульского округа Сибирского края. В 2012 г. сессией районного Совета народных депутатов Тальменского района было принято решение об упразднении населенного пункта.

## Население
| 1926 | 1997 | 1998 | 1999 | 2000 | 2001 |
| ---- | ---- | ---- | ---- | ---- | ---- |
| 20   | ↗33  | ↘31  | ↘27  | ↗31  | ↘28  |
| 2002 | 2003 | 2004 | 2005 | 2006 | 2007 |
| ↘25  | ↘17  | ↗21  | ↘20  | ↘15  | ↘11  |
| 2008 | 2009 | 2010 |      |      |      |
| →11  | ↗12  | ↘0   |      |      |      |

Национальный состав
Согласно результатам переписи 2002 года, в национальной структуре населения русские составляли 93 %.